# John Morgan (golfer)
John Morgan (Oxford, 3 september 1943 – 23 juni 2006) was een Engelse golfprofessional.

## Loopbaan
John Morgan werd in 1968 professional. Hij speelde 25 jaar lang regelmatig op de Europese PGA Tour. Hij won in 1986 het Jersey Open nadat hij Peter Fowler in de play-off had verslagen. Hij gaf in diezelfde periode ook les op de Royal Liverpool Golf Club. Hij speelde in de wintermaanden op de Safari Tour in Afrika, waar hij verschillende toernooien op zijn naam schreef.
Morgan ontwierp de 27 holes van de Forest Pines Golf Club, die in 1994 geopend werd.
Nadat hij vijftig jaar werd, speelde hij op de Europese Senior Tour. In 1994 won hij drie toernooien en de Order of Merit. Van 1996-2005 zat hij in de commissie van de Europese Senior Tour. In totaal won hij acht toernooien. In juni 2005 werd hij nog 3de bij de Irvine Whitlock Seniors Classic.
Eind augustus 2005 speelde hij zijn laatste toernooi. John Morgan kreeg een hersentumor en overleed in juni 2006. Hij had een vrouw en vier kinderen.

## Gewonnen
Europese Tour
- 1986: Jersey Open

Elders
- 1979: Nigerian Open, Lusaka Open (Zambia)
- 1982: Ivory Coast Open
- 1986: Sierra Leone Open
- 1992: Cyprus Open

Europese Senior Tour
- 1994: Northern Electric Seniors, Lawrence Batley Seniors, Forte PGA Seniors Championship
- 1995: Forte PGA Seniors Championship
- 1996: Scottish Seniors Open, Motor City Seniors Classic
- 1998: West of Ireland Seniors Championship
- 1999: AIB Irish Seniors Open

Elders
- 2004: New Zealand Seniors PGA Championship

## Teams
- Praia D'el Ray Cup: 1997,1998,1999
- PGA Cup: 1973, 1979 (winnaars), 1981

## Trivia
- Het Sierra Leone Open werd in 1986 nog gespeeld op een 12 holesbaan. De laatste editie was in 1993. In 2012 werd het toernooi herstart in aanwezigheid van president Ernest Bai Koroma, die zelf ook golf speelt.